# Alexander Ossipowitsch Gelfond
Alexander Ossipowitsch Gelfond (russisch Александр Осипович Гельфонд; * 11.jul. / 24. Oktober 1906greg. in Sankt Petersburg; † 7. November 1968 in Moskau) war ein russischer Mathematiker.

## Leben
Gelfond wurde am 24. Oktober 1906 als Sohn des Arztes und Philosophen Ossip Gelfond geboren. Er studierte von 1924 bis 1927 an der Moskauer Universität und setzte seine postgraduale Ausbildung bei Alexander Chintschin (1894–1959) und Wjatscheslaw Stepanow (1889–1950) fort. Nach kurzer Lehrtätigkeit an der Technischen Hochschule Moskaus wurde er 1931 Professor für Analysis, später für Zahlentheorie an der Moskauer Universität. Diese Position hatte er bis zu seinem Tod inne, ab 1933 ergänzt durch eine Tätigkeit am Moskauer Steklow-Institut für Mathematik. 1935 erwarb er den Doktor für Mathematik und Physik. Wera Nikolajewna Maslennikowa war eine Schülerin Gelfonds.
Gelfond erzielte vor allem auf dem Gebiet der Zahlentheorie hervorragende Ergebnisse. Er baute die Traditionen der russisch-sowjetischen Mathematik auf diesem Gebiet weiter aus und wurde zum Mitbegründer einer erfolgreichen sowjetischen zahlentheoretischen Schule. Bereits 1929 entdeckte er tiefliegende Zusammenhänge zwischen dem Wachstum und anderen Eigenschaften ganzer analytischer Funktionen und der Arithmetik ihrer Werte und löste damit das siebte Hilbertsche Problem für einen Spezialfall, darunter den Beweis der Transzendenz von {\displaystyle e^{\pi }}. Nach der Verbesserung seiner Methode (Gelfonds zweite Methode), u. a. der Betrachtung von Linearformen der Exponentialfunktionen, gelang ihm 1934 der Nachweis, dass für eine algebraische Zahl a ≠ 0 bzw. 1, und eine algebraische, irrationale Zahl b die Zahl {\displaystyle a^{b}} transzendent ist (Satz von Gelfond-Schneider). Unabhängig davon wurde das siebte Hilbertsche Problem nur wenig später von Theodor Schneider (1911–1988) gelöst. Eine naheliegende Verallgemeinerung des Satzes konnte erst 1966 von Alan Baker bewiesen werden. Gelfonds Resultate und die Anwendung seiner Methoden führten zu bedeutenden Fortschritten in der Theorie transzendenter Zahlen. Er konstruierte neue Klassen transzendenter Zahlen, löste Fragen bzgl. der gegenseitigen algebraischen Unabhängigkeit von Zahlen und dehnte die Methode erfolgreich auf p-adische Funktionen aus. 1952 fasste er viele Resultate in einer Monographie „Transzendentnyje i algebraitscheskije čisla“ (Трансцендентные и алгебраические числа) zusammen.
Eine Vermutung von Gelfond, die bis heute ungelöst ist, erweitert den Satz von Gelfond-Schneider auf Systeme von Zahlen {\displaystyle {\alpha }^{{\beta }_{1}},...,{\alpha }^{{\beta }_{n}}} ({\displaystyle \alpha \neq 0,1}) und vermutet, dass diese untereinander algebraisch unabhängig über den rationalen Zahlen sind, falls die algebraischen Zahlen {\displaystyle 1,{\beta }_{1},...,{\beta }_{n}}, linear unabhängig über den rationalen Zahlen sind. Das beste Ergebnis gelang 1989 G. Diaz, der zeigte, dass der Transzendenzgrad des Systems der Zahlen {\displaystyle {\alpha }^{{\beta }_{i}}}  (mit {\displaystyle {\beta }_{i}={{\beta }_{1}}^{i}} für ein irrationales {\displaystyle {\beta }_{1}}) mindestens {\displaystyle {\frac {n+2}{2}}} ist. Gelfond selbst bewies einen Spezialfall (n=2, {\displaystyle {\beta }_{2}={{\beta }_{1}}^{2}}, {\displaystyle {\beta }_{1}} eine kubisch-irrationale Zahl).
Teilweise eng mit den zahlentheoretischen Studien verbunden waren Gelfonds Forschungen zur Interpolation und Approximation von Funktionen einer komplexen Variablen. Eingehend untersuchte er die Konvergenz von Interpolationsverfahren in Abhängigkeit von der Menge der vorgegebenen Punkte und den Eigenschaften der zu approximierenden Funktion, sowie die eindeutige Bestimmtheit der konstruierten Funktion. Auch diese Ergebnisse stellte er 1952 in der Monographie zusammen, die 1958 als Differenzenrechnung in deutscher Übersetzung als Band 41 der Hochschulbücher für Mathematik erschien. Weitere Themen waren die Vollständigkeit von Funktionensystemen und das asymptotische Verhalten der Eigenwerte gewisser Integralgleichungen.
Außerdem fand die Mathematikgeschichte Gelfonds Interesse, er förderte sie vor allem mit Studien zu den zahlentheoretischen Arbeiten Eulers. Seit 1939 war er korrespondierendes Mitglied der Akademie der Wissenschaften der UdSSR.